# Cumulonimbus
Le cumulonimbus, de la famille des cumulus, est le nuage qui présente la plus grande extension verticale,. Sa base se situe en général de quelques centaines de mètres à 3 500 mètres du sol,.
Son sommet dépasse parfois la tropopause ; il peut donc culminer à des altitudes allant de 8 000 à 18 000 mètres,, voire 20 km. En fin d'évolution, sa partie supérieure ressemble à une enclume, et l'on parle alors de cumulonimbus capillatus, par opposition au cumulonimbus calvus (étape de transition entre le cumulus congestus et le cumulonimbus capillatus). Par extension, l'expression « enclume du Cb » désigne généralement sa partie supérieure, qui persiste souvent après la perte d'activité du nuage. Cette enclume devient alors un cirrus spissatus cumulonimbogenitus (cirrus épais né d'un cumulonimbus).
Le cumulonimbus est associé à des phénomènes météorologiques qui peuvent être violents : fortes averses, foudre, tornades, très fortes ascendances, rafales descendantes et grêle,. Ce nuage présente le plus d'extension verticale et l'énergie qu'il renferme peut être impressionnante, les plus gros pouvant rivaliser avec l'énergie de la bombe atomique de Nagasaki. La quantité d'eau qui condense par refroidissement peut atteindre 50 000 à 800 000 tonnes et les courants ascendants 40 m/s pour les plus intenses. Ce sont donc, dans le cadre du cycle de l'eau, des supertankers,.

## Formation

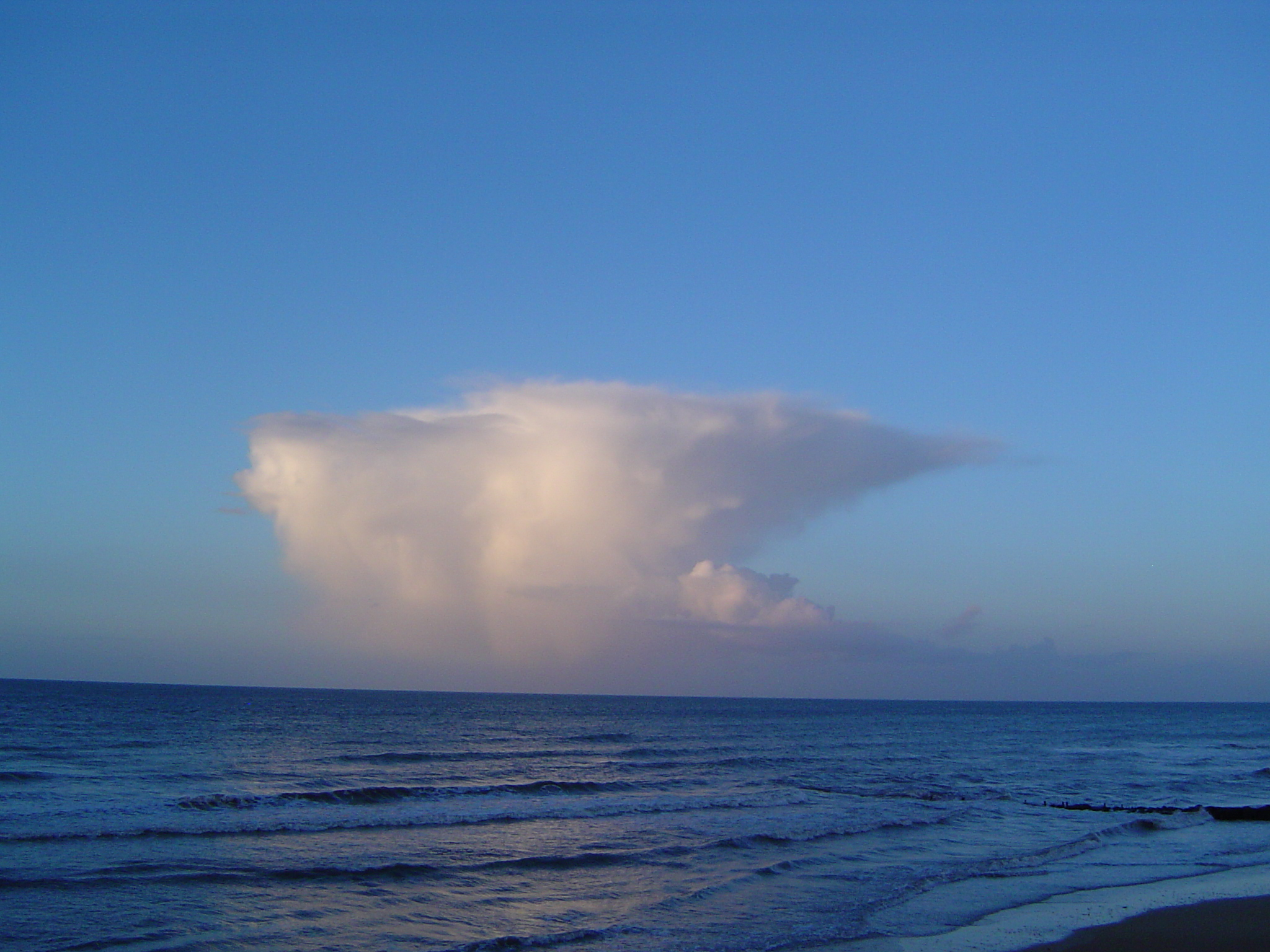
Photo de cumulonimbus.

Les cumulonimbus sont des nuages d'origine convective, membres de la classe des cumulus. Il s'agit en fait de cumulus de très forte extension verticale dont la partie supérieure est constituée de cristaux de glace. Leur formation est favorisée par des conditions chaudes et humides près de la surface, mais plus froides et sèches en altitude.
Les cumulonimbus dits de masse d'air, typiquement les orages en été de fin d'après-midi et qui sont relativement bénins, se forment à la suite de la convection causée par le réchauffement solaire de l'air près du sol, en l'absence de forçages dynamiques. La présence de forçages dus à la dynamique atmosphérique peut déstabiliser davantage l'atmosphère, ce qui augmente la probabilité de formation de cumulonimbus et la sévérité des orages qui en résultent. Ces derniers se développent en général à l'approche d'un front froid ou par soulèvement orographique. La plupart des orages violents sont de ce type.
L'apparition de l'enclume est la conséquence de l'étalement du cumulonimbus au niveau de la tropopause (nom donné à la limite entre la troposphère et la stratosphère). Les courants ascendants à l'intérieur du nuage sont stoppés ou ralentis en arrivant dans cette zone de l'atmosphère particulièrement stable, et ils se transforment alors en courants horizontaux.

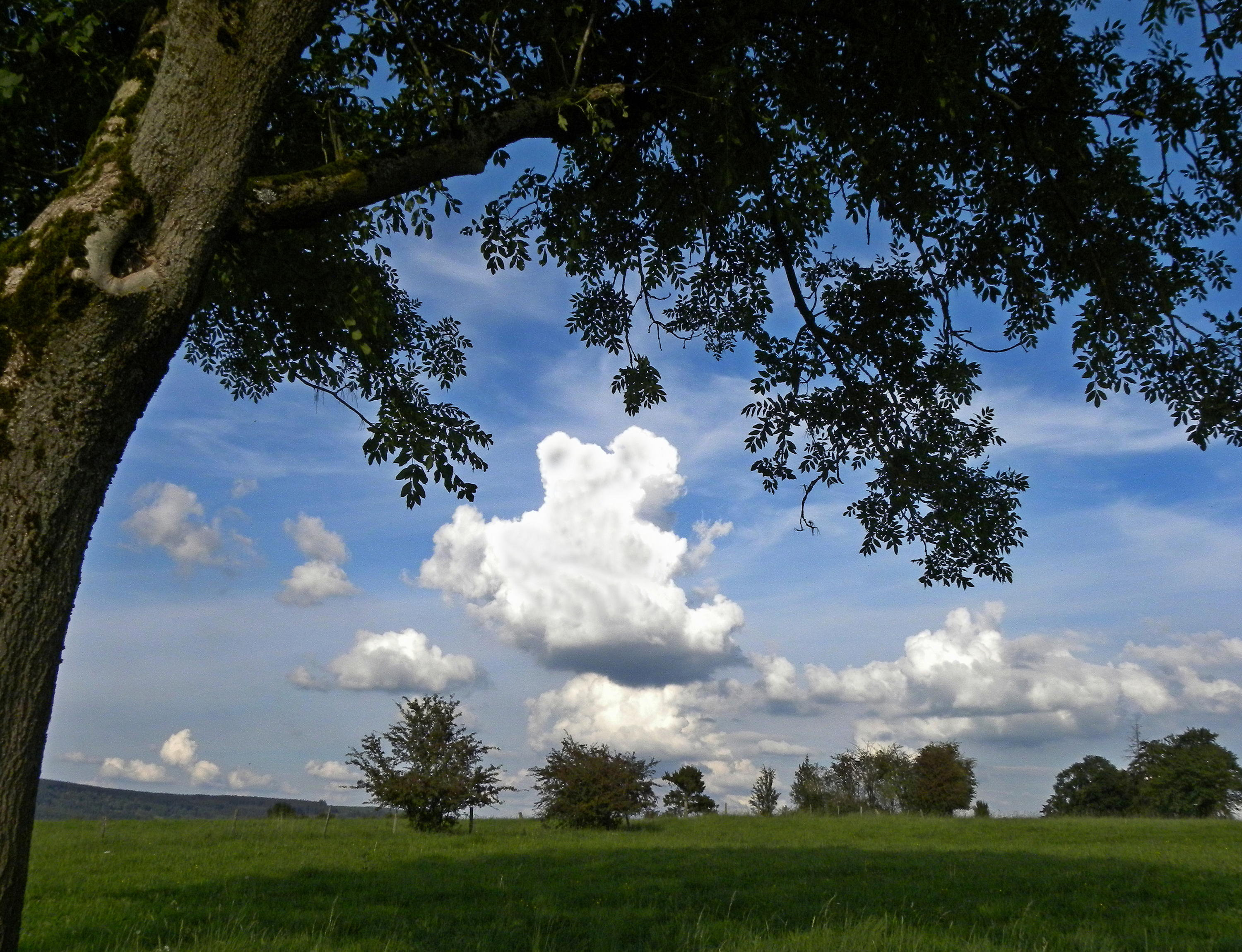
Formations de cumulus précurseurs d'un orage.

En cas d'orage sévère, la différence entre la température de la masse d'air ascendante et celle de l'air extérieur peut entraîner une propagation du courant ascendant dans la stratosphère, il se forme alors un sommet protubérant appelé en anglais overshooting dome.
Les courants ascendants sous un cumulonimbus peuvent être extrêmement laminaires, étendus et réguliers. En effet, l'ascendance sous le nuage peut ne pas être due à la poussée d'Archimède mais être due à un fort différentiel de pression à l'intérieur du cumulonimbus. L'air est alors aspiré à l'intérieur du nuage à l'instar d'un aspirateur. La masse d'air en ascension est alors plus froide que l'air environnant et a une flottabilité négative. Dans ces conditions, les turbulences sont annihilées. En général, les courants ascendants atteignent leur vitesse maximale à environ 6 km du sol. Les orages supercellulaires ou de derechos peuvent avoir des courants ascendants gigantesques à cette altitude dont la vitesse dépasse les 40 m/s (140 km/h). Une telle vitesse pour un courant ascendant correspond à la vitesse du vent d'un petit ouragan. De plus, le diamètre des colonnes ascendantes est compris en général entre 2 km (orage de masse d'air) et 10 km (orage supercellulaire).
L'altitude de la base d'un cumulonimbus est extrêmement variable. Elle peut varier de quelques dizaines de mètres au-dessus du sol à 4 000 m ou plus au-dessus du sol. Dans ce cas, soit les ascendances partent à partir du sol si l'air est très sec (cas typique des déserts) ; soit les ascendances ne proviennent pas du sol dans le cas où des altocumulus castellanus ont dégénéré en cumulonimbus. Dans ce cas, on parle de convection en altitude (elevated convection en anglais). Le sommet des cumulonimbus se trouve à des hauteurs très variables. Par temps froid, il peut se limiter à 6 km de hauteur ; dans les régions tropicales, la hauteur caractéristique des cumulonimbus est de 15 km ; dans les cas extrêmes, les cumulonimbus peuvent monter à 18 km ou plus.

## Dangers

### Général
Ce type de nuage donne les orages. En fonction de son développement, il peut être le siège de manifestations électriques comme la foudre, de chutes de grêle, de pluie, de fortes précipitations et dans les cas les plus extrêmes, de tornades. À cela s'ajoute le risque de givrage (présent lorsque la température de l'air extérieur est comprise entre -40 et 0 degrés Celsius) et de forts cisaillements des vents dans le nuage. En général, les courants ascendants et descendants sous un cumulonimbus correspondant à un orage de fin d'après-midi d'été sont modestes (de l'ordre de 5 m/s). Par contre, les orages supercellulaires ou de derechos peuvent avoir des courants ascendants dépassant 40 m/s à l'intérieur du nuage.

### Aviation et vol à voile

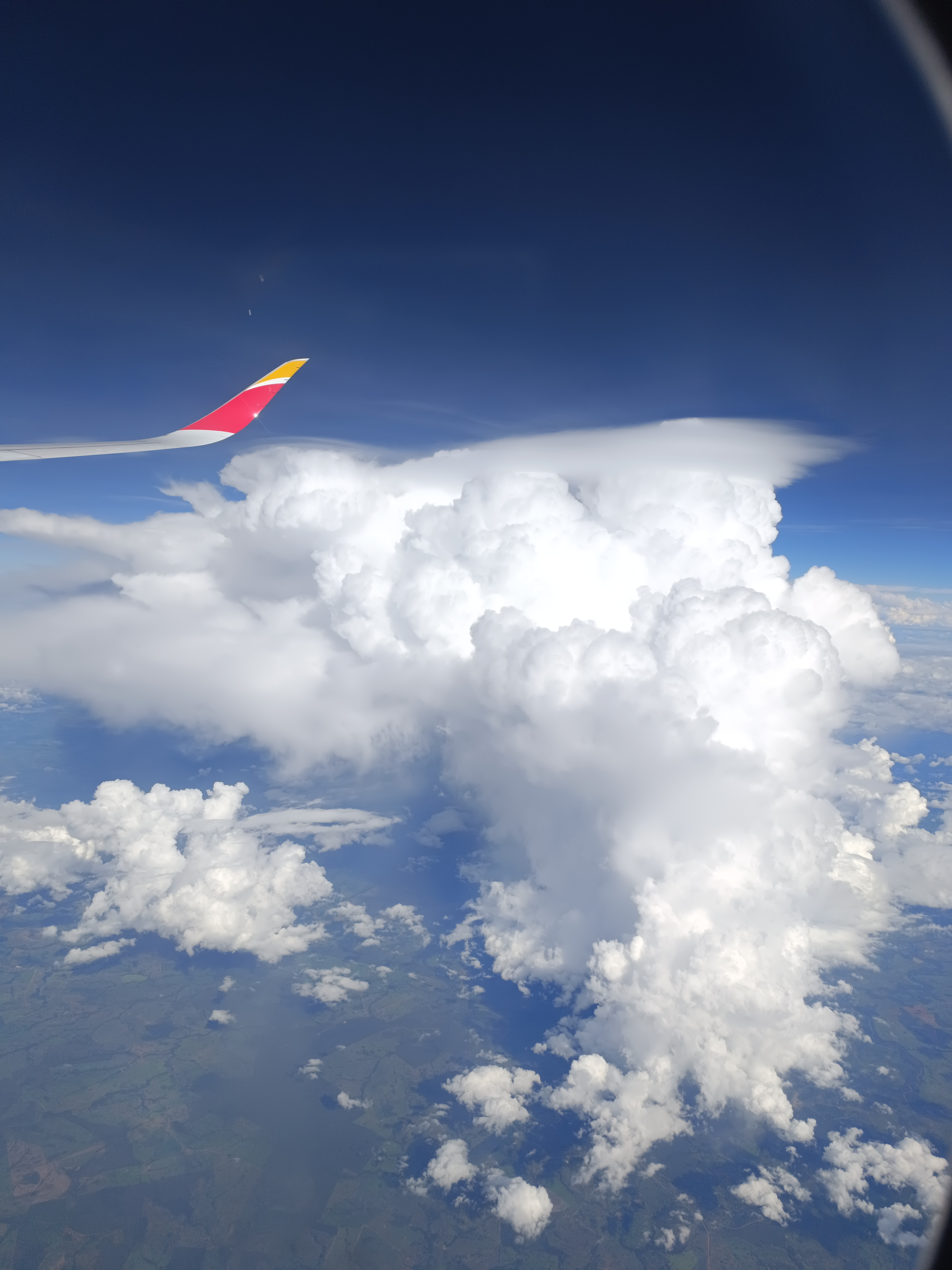
Vue aérienne d'un cumulonimbus avec pileus, volant à 11000 mètres au-dessus du Brésil.

Il est généralement admis que les aéronefs devraient éviter de voler à proximité des cumulonimbus qui développent une énergie considérable. Le principal danger lié aux cumulonimbus est la présence de rafales descendantes et d'une très forte turbulence dans les hautes couches du nuage dues à un effet de cisaillement entre les courants ascendants et descendants. Il existe d'autres dangers plus sournois comme la perte de repères visuels lorsqu'un aéronef est aspiré dans le nuage, le foudroiement, le givrage dû à la présence d'eau surfondue en grande quantité et les hydrométéores comme la grêle.

## Variétés
On distingue les types de cumulonimbus selon leur forme, celle-ci étant reliée au stade de maturité du nuage. Leurs caractéristiques dépendent de l'altitude atteinte dans un environnement spécifique de cisaillement des vents et d’humidité, quels que soient l'endroit et la saison.

### Cumulonimbus calvus

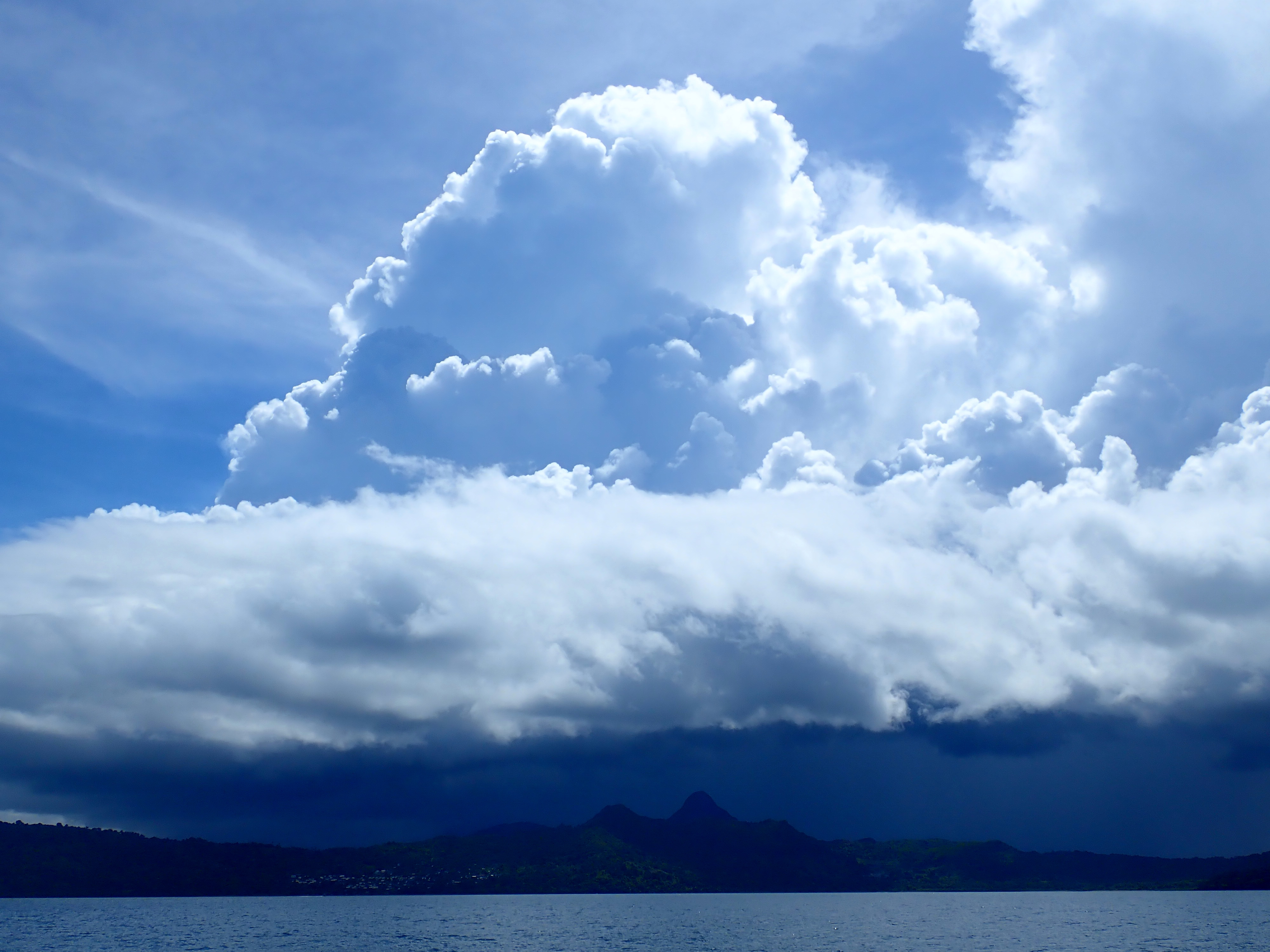
Cumulonimbus calvus entre un arcus (en bas) et un voile de cirrus, pendant la mousson à Mayotte.

Cumulonimbus calvus est le stade du cumulonimbus qui se situe entre le cumulus bourgeonnant et le cumulonimbus capillatus. Il atteint une extension verticale similaire à ce dernier mais n'a pas de sommet fibreux en forme d'enclume, le terme calvus signifiant chauve. Il se caractérise par un aspect de bulles rondes et blanches et un sommet bien défini.
Ce type de cumulonimbus est surtout formé de gouttelettes surfondues, seul le sommet commence à contenir des cristaux de glace. Il va donner des averses fortes et peut produire de la foudre nuage-nuage mais généralement pas de grêle. Il peut également produire un front de rafales qui pourra donner un arcus à sa base.

### Cumulonimbus capillatus et incus

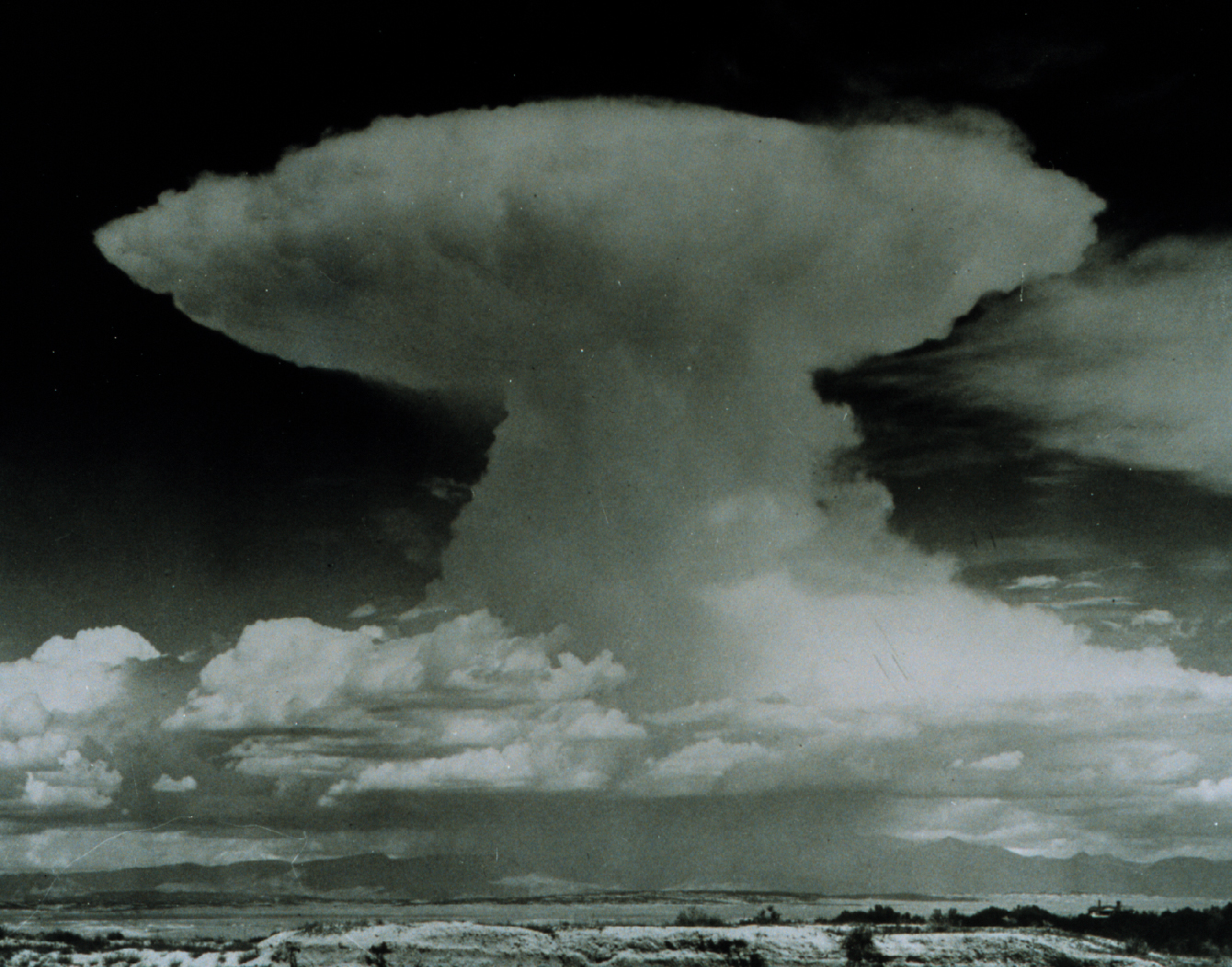
Cumulonimbus capillatus avec incus.

Le cumulonimbus capillatus est la dernière étape de la formation d'un cumulonimbus. Le nuage atteint alors sa plus grande extension verticale car les parcelles d'air humide, montant grâce à l'instabilité de l'air, ont dépassé le niveau d'équilibre et ralentissent leur ascension dans l'inversion de température de la tropopause. Les gouttelettes se transforment en cristaux de glace, selon la disponibilité des noyaux de congélation, et les vents de très haute altitude peuvent les entraîner loin du courant ascendant pour former un nuage de type cirrus au sommet lui donnant un aspect chevelu (capillatus en latin).
Lorsque ce cirrus forme un nuage plat semblable à une enclume, on parle de cumulonimbus capillatus incus (enclume en latin). Sa base très sombre s'accompagne fréquemment de nuages bas déchiquetés, soudés ou non avec elle, que l'on nomme pannus. Dans certains cas, des sommets protubérants en forme de dômes surmontent l'enclume, révélant la très grande intensité du courant ascendant.
Les cumulonimbus capillatus et incus peuvent donner toute la panoplie de phénomènes violents comme les pluies torrentielles, la grêle, les rafales descendantes, et même les tornades, surtout s'ils deviennent supercellulaires. Par exemple, des rafales jusqu'à 142 km/h à Charleville-Mézières le 28 juin 2011 et des grêlons de 9 cm à Levier le 30 juin 2012 sous un orage supercellulaire ont été observés.

### Cumulonimbus pileus

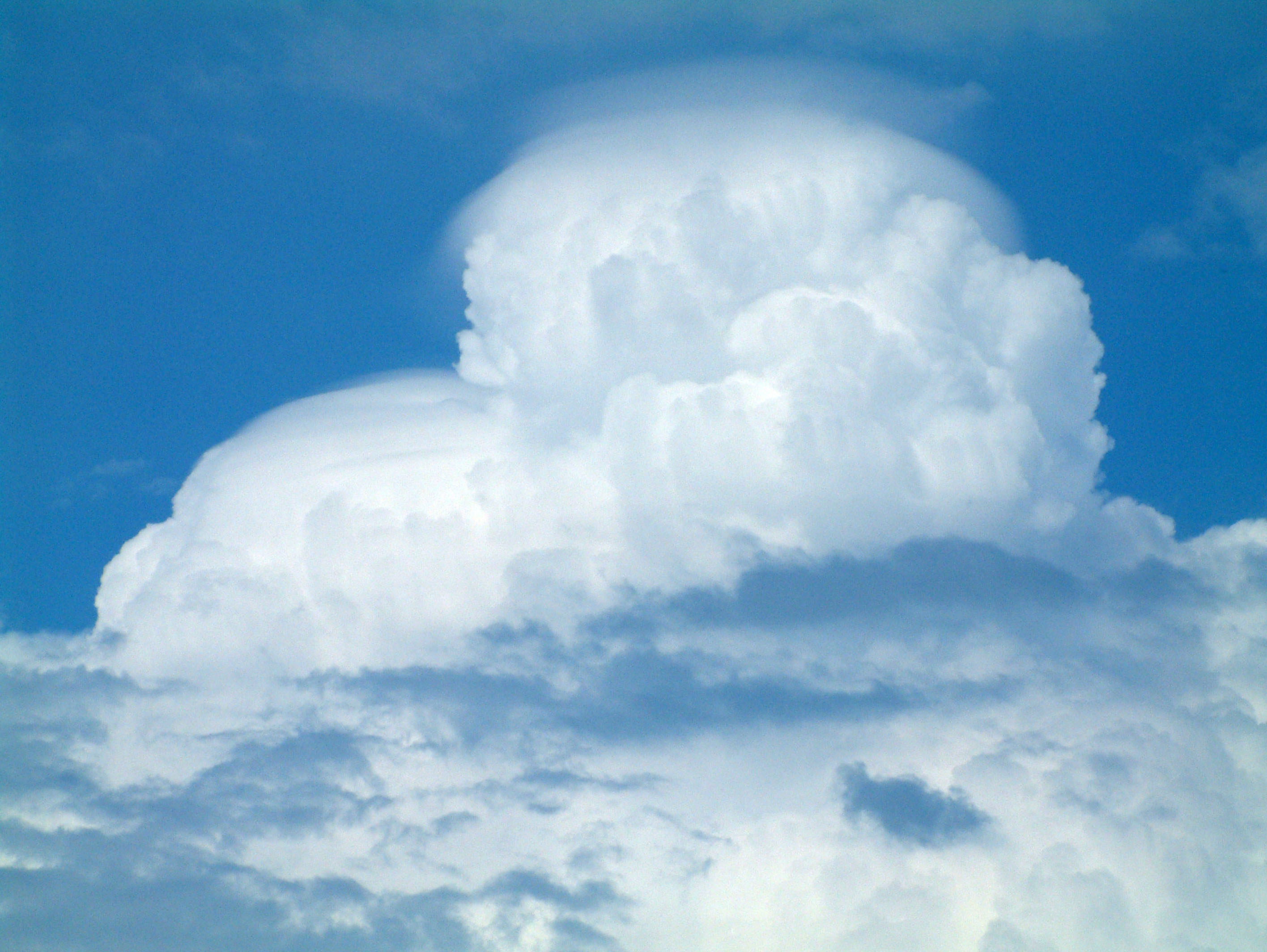
Cumulonimbus calvus surmonté d'un pileus diaphane.

Un cumulonimbus pileus est un cumulonimbus surmonté d'un cirrus comme s'il avait un capuchon (pileus signifie capuchon en latin). Ce cirrus n'est pas directement relié au nuage convectif et se distingue de l'enclume du cumulonimbus incus en cela qu'il se forme plutôt au-dessus de l'orage à cause du courant ascendant. En effet, le mouvement ascendant interne induit un mouvement vertical dans toute la colonne d'air et si l'air en haute altitude est près de la saturation, l'humidité se condense pour former un cirrus par un effet similaire à l'effet de foehn.
La formation du pileus étant distincte du nuage sous-jacent, on peut en retrouver avec des cumulus ou des cumulus bourgeonnants. Leur formation cache souvent le vrai sommet du nuage convectif et peut induire en erreur sur le stade auquel il est rendu. Il indique cependant que le mouvement vertical est important et, dans le cas de cumulonimbus, peut être indicateur d'orages violents.

### Cumulonimbus altocumulogenitus

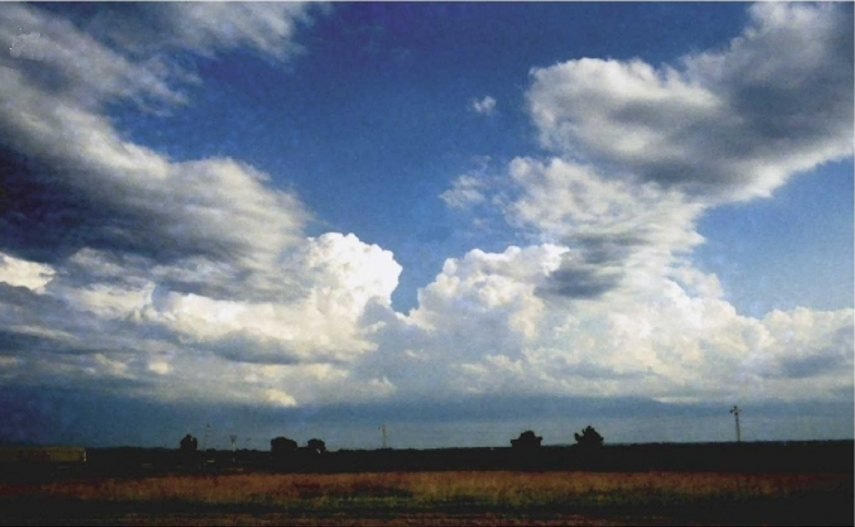
Orages à base élevée en voie de formation.

Ce nuage, officiellement appelé cumulonimbus altocumulogenitus, et officieusement altocumulonimbus, se rencontre souvent lors du passage de fronts chauds. Il est engendré par des ascendances ne partant pas du sol et a pour origine le sur-développement d'un altocumulus castellanus. Ce nuage se produit lorsque l'atmosphère est conditionnellement instable aux niveaux moyens de l'atmosphère et est stable au sol. Il est souvent engendré par un forçage extérieur. Il évolue en général en un cumulonimbus standard qui est souvent plongé dans une masse de nimbostratus. Il engendre souvent des précipitations durables et soutenues.
La photographie ci-contre montre des altocumulonimbus en voie de formation qui provoqueront des orages à base élevée (elevated convection en anglais).

### Pyrocumulonimbus

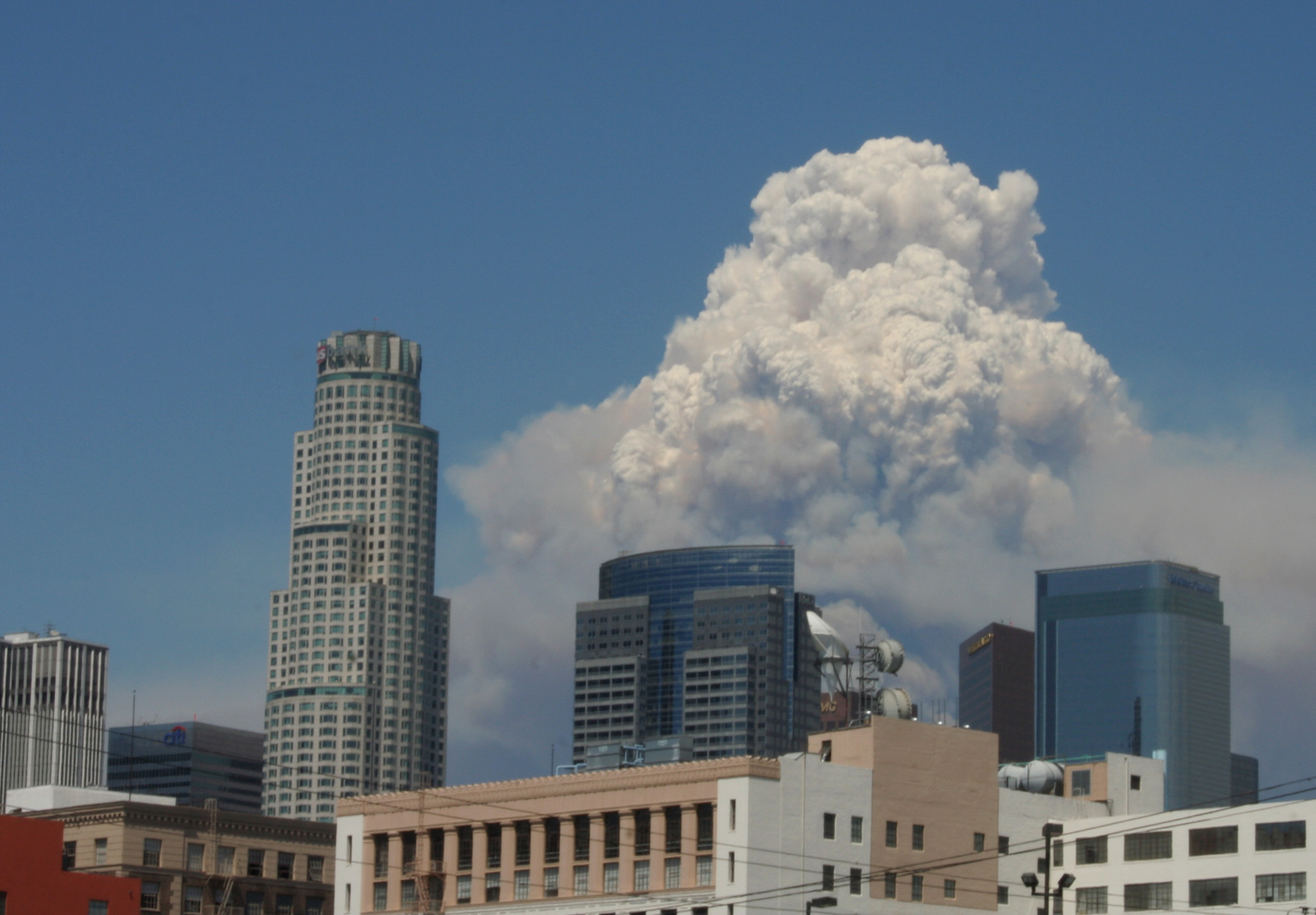
Pyrocumulonimbus déclenché par un feu de forêt près de Los Angeles en 2009.

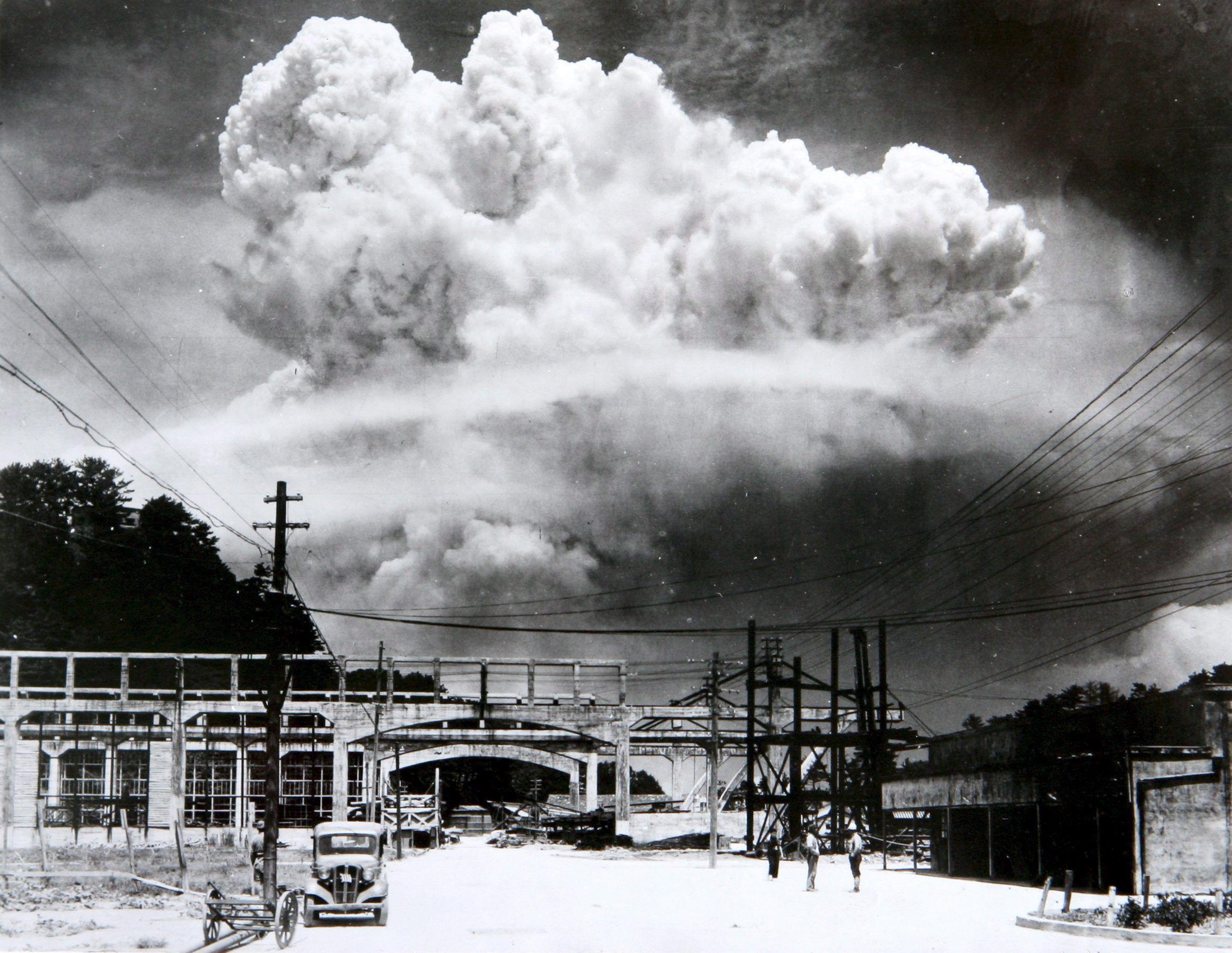
Cumulonimbus flammagenitus homogenitus (champignon atomique) en formation au-dessus de Nagasaki après le largage de la bombe atomique.

Un pyrocumulonimbus (pyroCb) est un cumulonimbus qui se forme au-dessus d'une source intense de chaleur. Selon la nouvelle version de l'Atlas international des nuages paru en mars 2017, le nom officiel du pyrocumulonimbus devient cumulonimbus flammagenitus. Ils ont été découverts lors de feux de forêt,. Ceux-ci créent des conditions d'instabilité similaires au réchauffement diurne, en plus d’ajouter des particules fines qui peuvent servir à la condensation de la vapeur d’eau en gouttelettes. La source de chaleur est généralement un feu intense ou une éruption volcanique, mais il peut être simplement déclenché par la chaleur des rejets d’une cheminée industrielle si l'air est déjà très instable.
Comme les autres types de cumulonimbus, ils peuvent atteindre la tropopause et donner des précipitations, dont de la grêle noircie par la suie, de la foudre, des rafales descendantes et même parfois des tornades,. Cependant, ils vont donner en général beaucoup moins de précipitations que les cumulonimbus réguliers malgré leur forte extension verticale. En effet, l'étude par données de satellites et radars météorologiques a démontré que les gouttes formées dans le nuage sont très petites, même jusqu’au sommet. Ceci est dû au fait que le nombre de noyaux de condensation fournis par la fumée est très grand et mène à une forte compétition pour la vapeur d'eau disponible. La pluie d'un pyrocumulonimbus n'est donc souvent pas suffisante pour éteindre le brasier qui l'a formé et la foudre qu'il génère, à partir de son enclume, peut en allumer d'autres.
Les cumulonimbus peuvent être également la source d'une injection de particules de fumée dans la stratosphère, créant à petite échelle un effet similaire à l’hiver nucléaire en plus d'affecter la formation de l’ozone stratosphérique,.
Le champignon atomique est aussi un type de pyrocumulonimbus. Le largage de la bombe atomique sur Hiroshima se fit par temps clair. Peu après, le champignon atomique se forma et il commença à tomber de la pluie noire qui était pleine de suie radioactive. Cette pluie tua de nombreuses personnes. Le champignon atomique se développa dans la stratosphère et entraîna de nombreuses particules qui restèrent piégées (voir la théorie de l'hiver nucléaire). Il n'a pas été fait état de phénomènes électriques ou de chutes de grêle, car il semble que la présence de suie empêcha la formation de grosses gouttes ou de grêlons. Même si le champignon atomique peut être assimilé à un très gros cumulonimbus, il ne peut pas être assimilé à un orage supercellulaire. D'après le nouvel atlas, un tel nuage pourrait être appelé cumulonimbus homogenitus car le champignon atomique n'est pas à l'origine engendré par l'incendie de la ville touchée.

### Mur de l'œil d'un cyclone

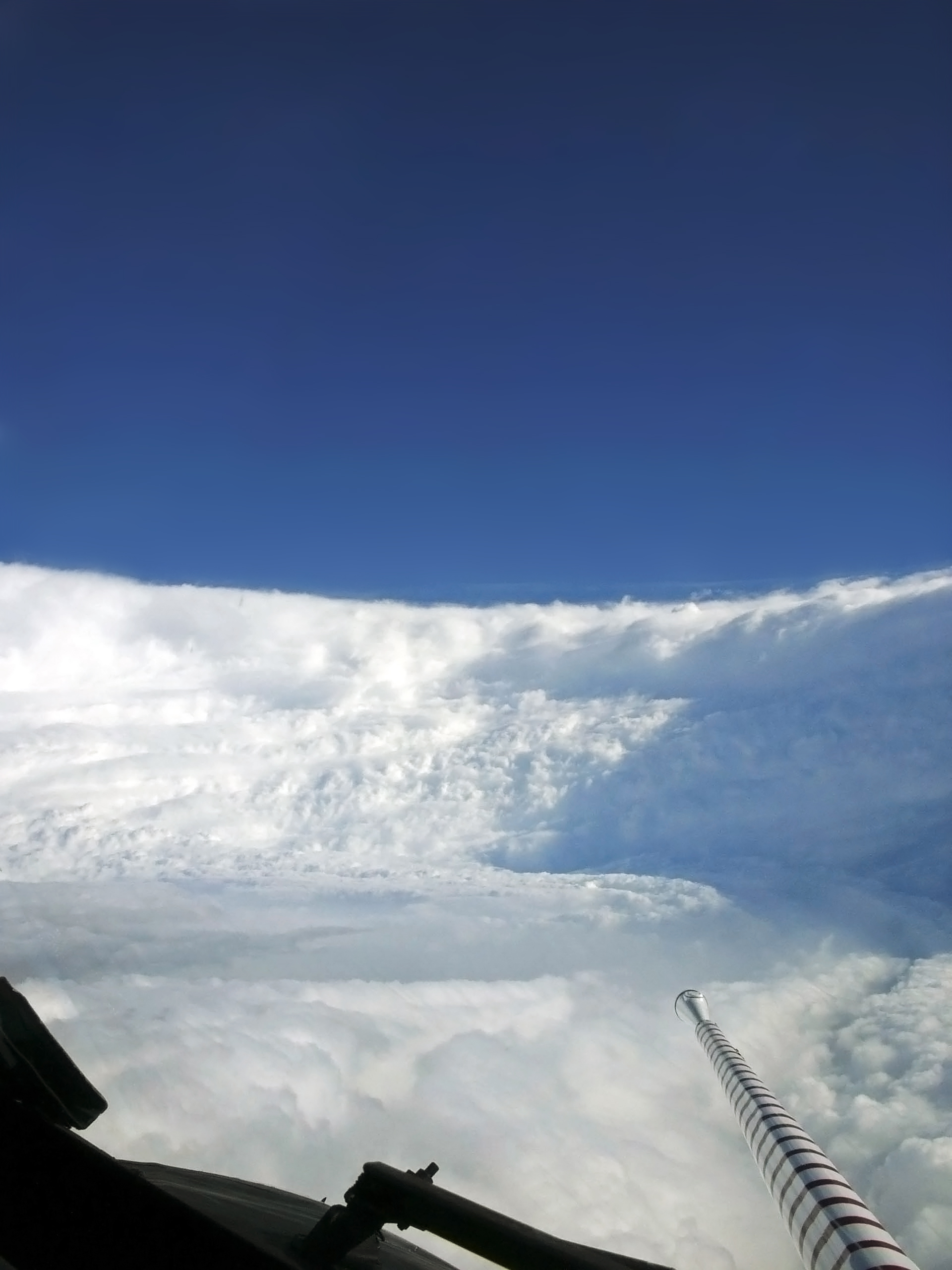
Le survol de l'œil de l'ouragan Katrina

Un cyclone tropical violent comprend en son centre un œil où le temps va de clair à peu nuageux. Autour, de cet œil, se trouve un mur de cumulonimbus en forme de gradins de stade. C'est dans cette région que se retrouvent les vents violents les plus soutenus, allant jusqu'à la catégorie 5 de l'échelle de Saffir-Simpson, dus au gradient de pression atmosphérique.
Les cumulonimbus sont cependant responsables de précipitations diluviennes, de forts courants ascendants donnant de la turbulence atmosphérique extrême et parfois de faibles tornades. La photo ci-contre montre l'œil de l'ouragan Katrina, qui a provoqué de très lourds dégâts dans le sud des États-Unis, et le mur adjacent.

### Autres attributs

Morphologie d'un cumulonimbus vue du sud-ouest vers le nord-est dans l'hémisphère nord.

- Cumulonimbus arcus : arcus à la base d'un cumulonimbus ;
- Cumulonimbus mammatus : mamma à la base ou sur les côtés d'un cumulonimbus ;
- Cumulonimbus murus : nouveau nom officiel du nuage-mur dans le nouvel atlas international des nuages ;
- Cumulonimbus pannus : pannus qui apparaissent au-dessous d'un cumulonimbus ;
- Cumulonimbus praepitatio : précipitations sous un cumulonimbus ;
- Cumulonimbus tholus (terme non officiel) : sommet protubérant au-dessus de l'enclume ;
- Cumulonimbus tuba : entonnoir nuageux sous un cumulonimbus et éventuellement une tornade ;
- Cumulonimbus velum : voile de cirrus ou d'altostratus cachant les côtés d'un cumulonimbus ;
- Cumulonimbus virga : virga à la base d'un cumulonimbus.

## Nuage vu d'avion

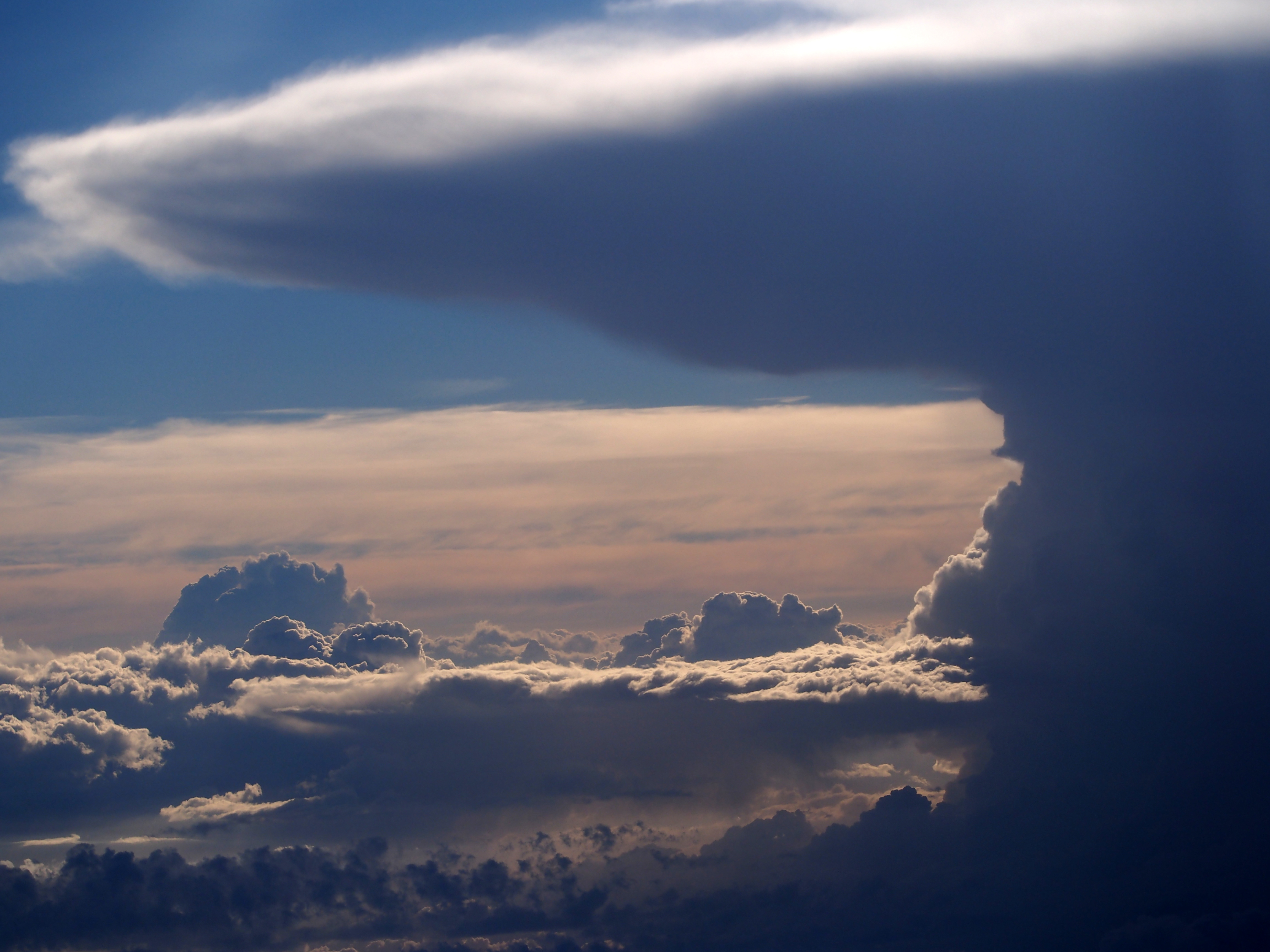
Gros cumulonimbus vu d'un avion de ligne volant à l'altitude de 32000 pieds. L'enclume semble être à 50000 pieds environ.

Les chiffres suivants proviennent de l'atlas international des nuages. La base du cumulonimbus est en général au-dessous de 2 km. Le sommet du cumulonimbus dépasse souvent les 10 km de hauteur. L'épaisseur d'un cumulonimbus varie entre 3 km et 15 km.
Ces chiffres sont à relativiser car il est courant que la base d'un nuage convectif soit nettement plus élevée soit en présence de convection en altitude (elevated convection en anglais) ou soit en présence de conditions très sèches. De plus le sommet d'un cumulonimbus peut atteindre 70 000 pieds soit... 21 km ce qui est largement à l'intérieur de la stratosphère !

### Au-dessous du nuage
Vus d'en dessous les cumulonimbus ont en général une base sombre qui peut être concave. On rencontre fréquemment au-dessous de la base du cumulonimbus des nuages effilochés appelés pannus qui proviennent de l'évaporation-condensation de l'humidité au niveau du sol. Lorsque ces pannus sont soudés ils forment un arcus qui est un rouleau sombre à l'avant du nuage. La visibilité peut-être médiocre dans les précipitations. L'Atlas international des nuages affirme que la turbulence y est souvent très forte. Cependant, Les courants ascendants sous un cumulonimbus peuvent être extrêmement laminaires, étendus et réguliers.

### À l'intérieur du nuage
Les cumulonimbus sont constitués de gouttelettes d'eau dans leur partie inférieure qui peut être surfondue et de cristaux de glace dans leur partie supérieure. Cette eau surfondue est souvent présente en grande quantité et va provoquer rapidement un givrage de l'aéronef et peut-être provoquer un accident aérien. Dans les régions inférieures du nuage il fait sombre (et il peut même y faire nuit en plein jour) et la visibilité est nulle. Dans la partie supérieure du nuage, l'éclairement peut être intense mais la visibilité reste médiocre. La turbulence est très forte à extrême et de nombreux aéronefs se sont désintégrés dans des cumulonimbus.

### Au-dessus du nuage
Suivant leur stade de développement, ils apparaissent soit comme des cumulus congestus, soit comme des cirrus denses formant de vastes panaches ou ayant la forme d'enclumes. Lorsque ces nuages sont directement éclairés par le soleil, ils sont d'un blanc éblouissant. Ils peuvent émerger d'une masse de nuages stratiformes (ce sont alors des altocumulonimbus) ou être entourés de velum ou pileus.

## Calcul de la hauteur d'un cumulonimbus
L'ancienne version de l'Atlas international des nuages de 1939 affirmait que les sommets des cumulonimbus pouvaient être vus jusqu'à 200 km de distance. Si l'on connaît la distance de la cellule en question et si l'on suppose que l'on aperçoit juste la crête du cumulonimbus, alors la hauteur du cumulonimbus est donnée par le théorème de Pythagore. Si R est le rayon de la Terre, d est la distance de la cellule orageuse  et si h Est la hauteur du cumulonimbus, l'on a alors :
{\displaystyle R^{2}+d^{2}=(R+h)^{2}}
On peut légitimement supposer que {\displaystyle h\ll R} et donc au premier ordre, l'on obtient :
{\displaystyle 2Rh=d^{2}}
On a R = 6366 km. Si l'on suppose que d = 200 km, alors
{\displaystyle h={d^{2} \over 2R}={40000 \over 2\times 6366}=3.14} km.
Ainsi cette formule confirme que des cumulonimbus de hauteur très modérée peuvent être vus de fort loin. Si l'on suppose que les cumulonimbus font 21 km de hauteur, l'on obtient alors :
{\displaystyle d={\sqrt {2Rh}}={\sqrt {2\times 6366\times 21}}=510} km.
Ainsi, les très gros cumulonimbus peuvent être vus de fort loin et être particulièrement visibles à partir d'avions de ligne car ceux-ci volent généralement à 10 km d'altitude. Ainsi ils ont suffisamment de temps pour dévier leur parcours avant qu'ils ne rentrent dans une zone de danger.

## Étymologie
Historiquement, un cumulo-nimbus était défini comme un nuage cumuliforme engendrant des précipitations, sachant que nimbus est un mot latin signifiant nuage de pluie. La définition donnée dans une référence datant de 1907, englobait trois types de nuages car il y est dit que l'altitude du sommet d'un cumulo-nimbus varie entre 3 000 mètres et 8 000 mètres ; alors que la base dudit nuage est à 1 400 mètres [sic] quelles que soient les conditions. Dans ces conditions, on pourrait ainsi avoir un « cumulonimbus » d'épaisseur limitée à 1 600 mètres. Cette définition ignore le fait que la base du nuage varie en fait avec l'écart entre la température et le point de rosée au sol lors de leur production, et que son sommet dépend de la structure de température en altitude. Il est à noter que cette définition a été proposée à la suite d'observations à partir du sol, avant la généralisation des radiosondages et de l'aviation permettant de mieux connaître les caractéristiques des masses d'air où ces nuages se développent. Cependant, la définition du cumulo-nimbus donnée par Alfred Angot en 1899 (qui est donc antérieure) est plus correcte car l'auteur admet que la base et le sommet des cumulo-nimbus peuvent varier. La notion de cumulo-nimbus au sens d'Angot recouvre les modernes cumulus mediocris, cumulus congestus et cumulonimbus chacun pouvant donner des précipitations.
Un cumulonimbus est un genre de nuage à part entière qui n'est pas un nimbus qui s'est accumulé comme pourrait laisser croire l'orthographe obsolète cumulo-nimbus. Ainsi, l'orthographe de 1990 recommande l'abandon de cette graphie qui est ambigüe. Cependant, cette orthographe est encore assez souvent utilisée dans des documents officiels français (et aussi autrefois dans le dictionnaire Larousse, orthographe qui a été corrigée à ce jour). Comme un cumulonimbus n'est qu'un cas particulier de l'ancien cumulo-nimbus, on se doit de suivre la graphie de l'Atlas international des nuages (cumulonimbus) qui fait foi et est antérieure aux rectifications orthographiques de 1990. On notera que Météo-France a utilisé l'orthographe normalisée, même dans les ouvrages plus anciens.
De nos jours, ce terme de cumulo-nimbus (d'après Angot) désigne donc autant les cumulus congestus que les cumulonimbus (voire les cumulus mediocris) qui sont des cumulus à forte extension verticale mais ayant des caractéristiques différentes.